# Jezdovické rašeliniště
Jezdovické rašeliniště je přírodní památka poblíž obce Jezdovice v okrese Jihlava v nadmořské výšce 575–579 metrů. Oblast spravuje Krajský úřad Kraje Vysočina. Důvodem ochrany je zachování lokality vzácných bahenních rostlin.

## Galerie

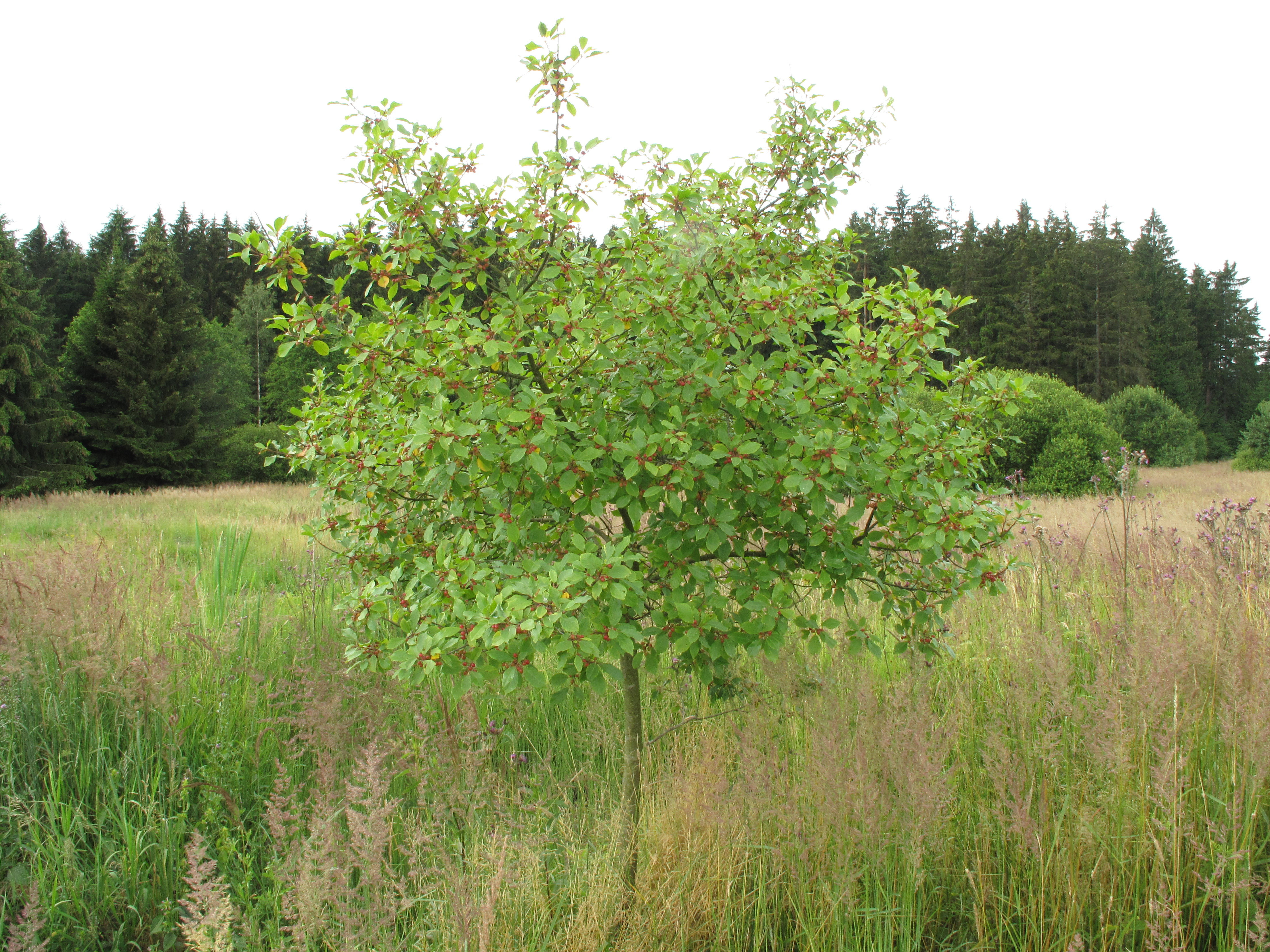
Strom
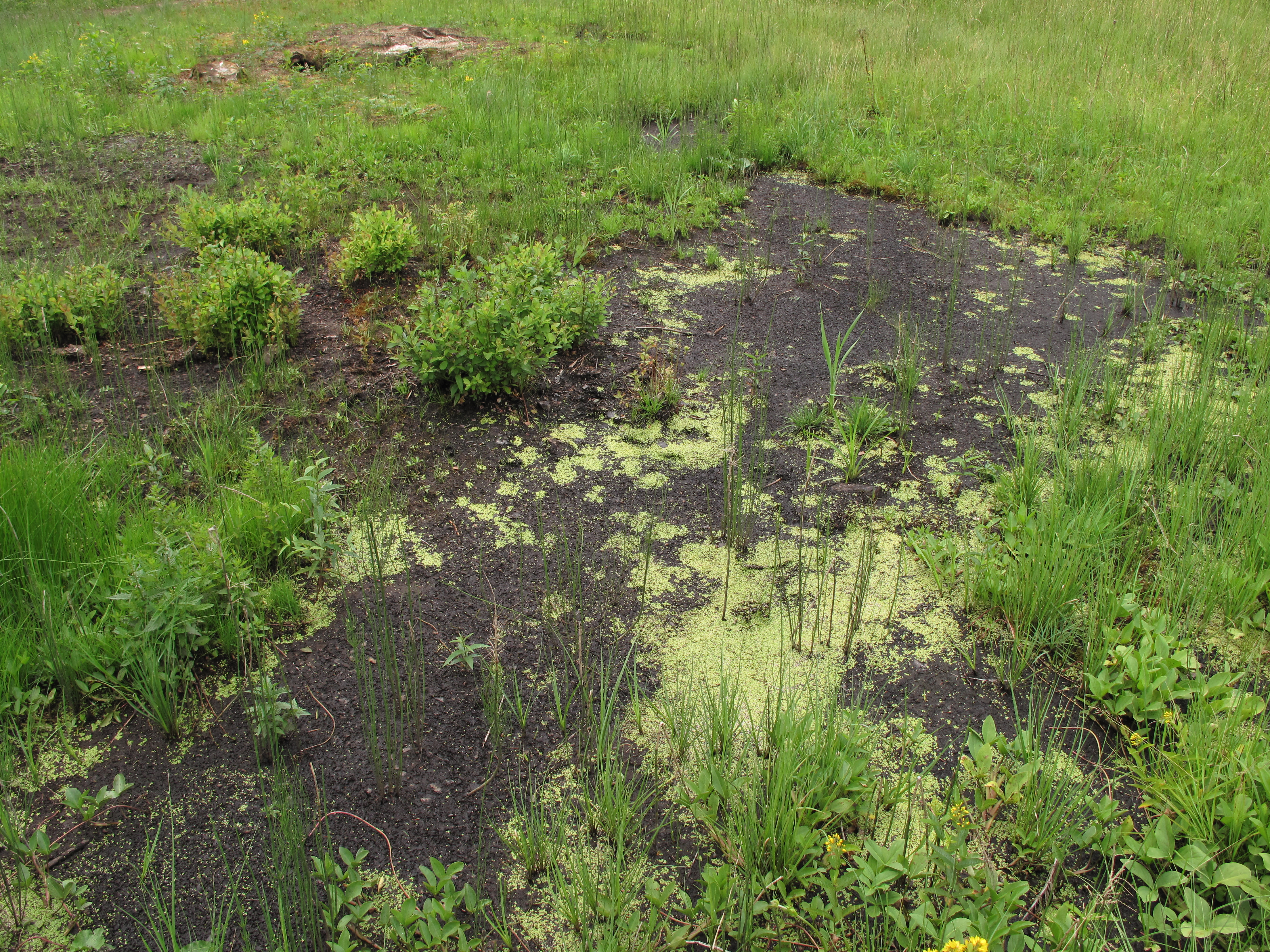
Rašeliniště
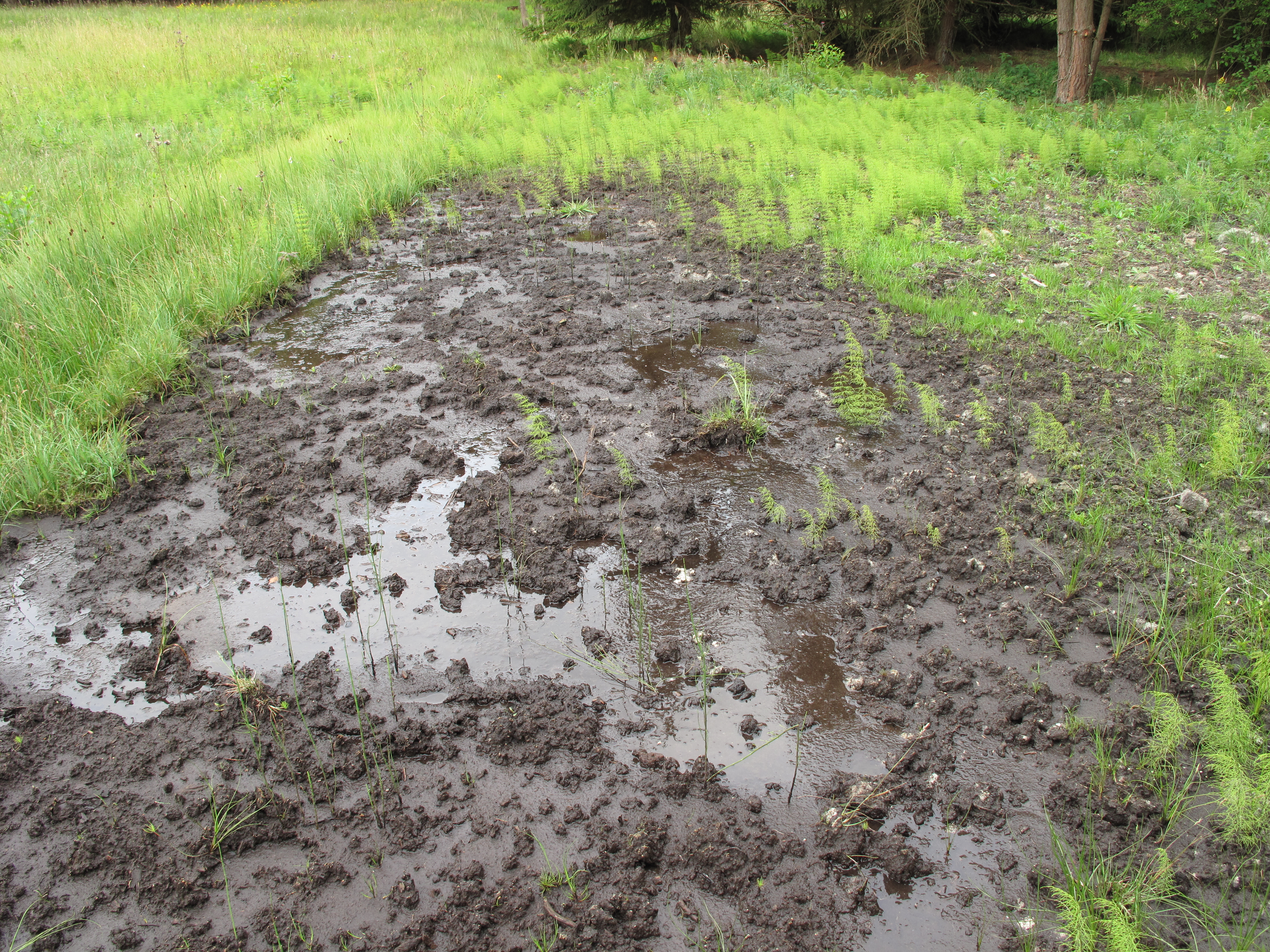
Rašeliniště
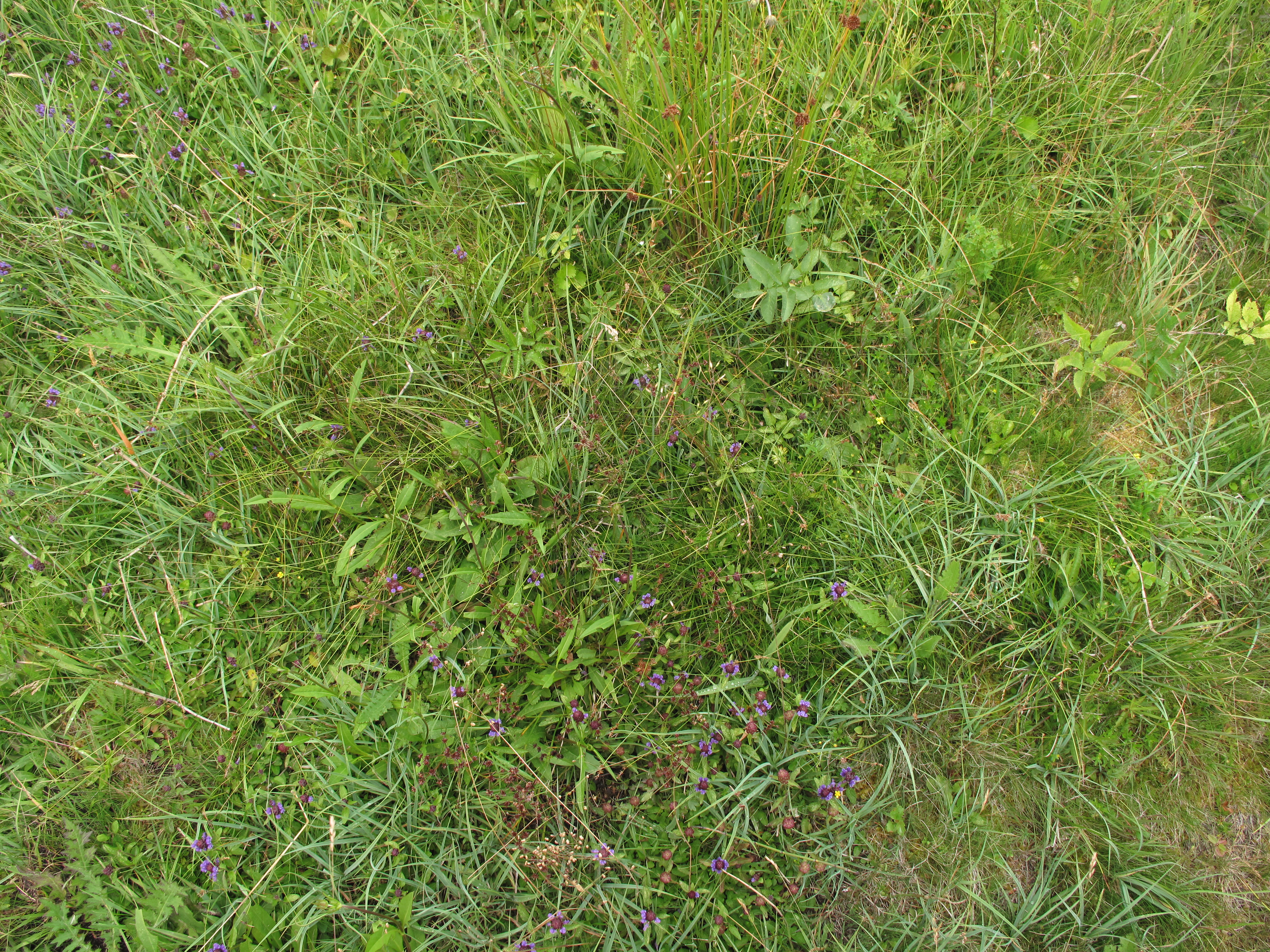
Byliny